# Lissostolodes
Lissostolodes là một chi bướm đêm thuộc họ Geometridae.